# Història del basquetbol a Catalunya
El basquetbol és un dels esports més populars a Catalunya i un dels més practicats, destacant tant a nivell de clubs com a nivell escolar. Els seus orígens es remunten als anys 20.

## Anys 20-30: Inicis i desenvolupament

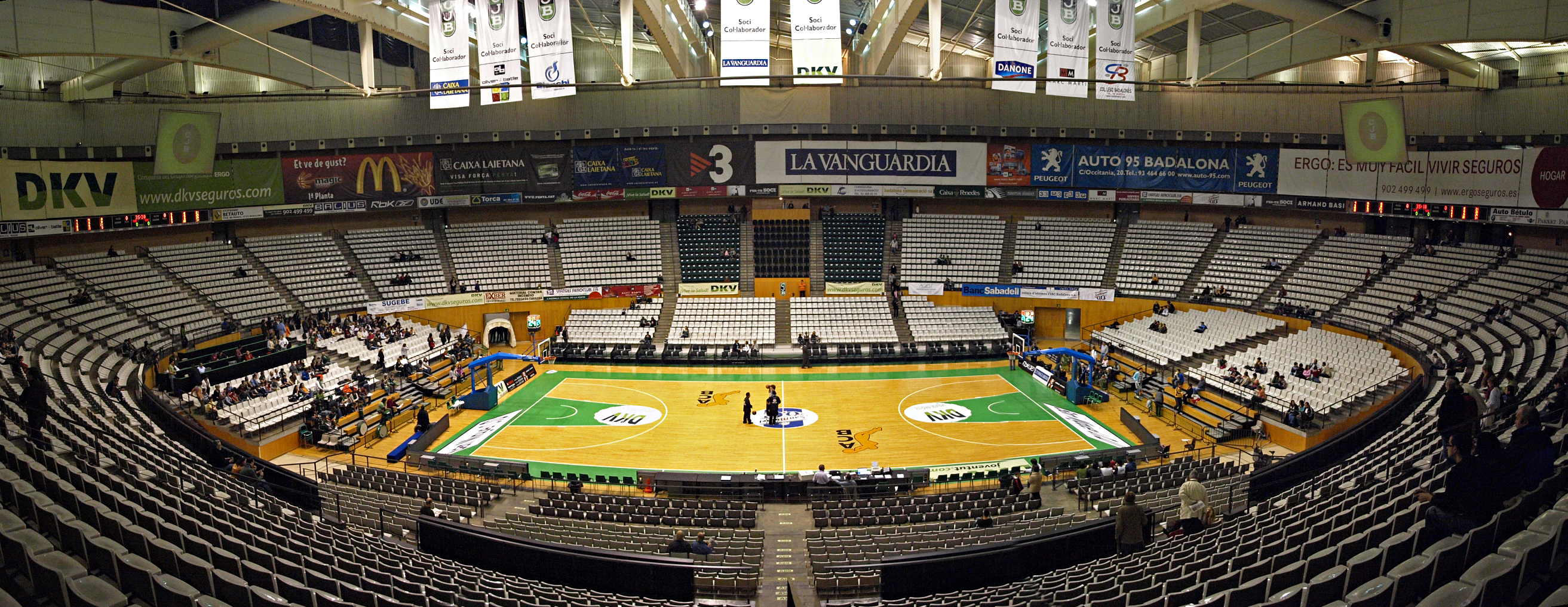
Pavelló Olímpic de Badalona.

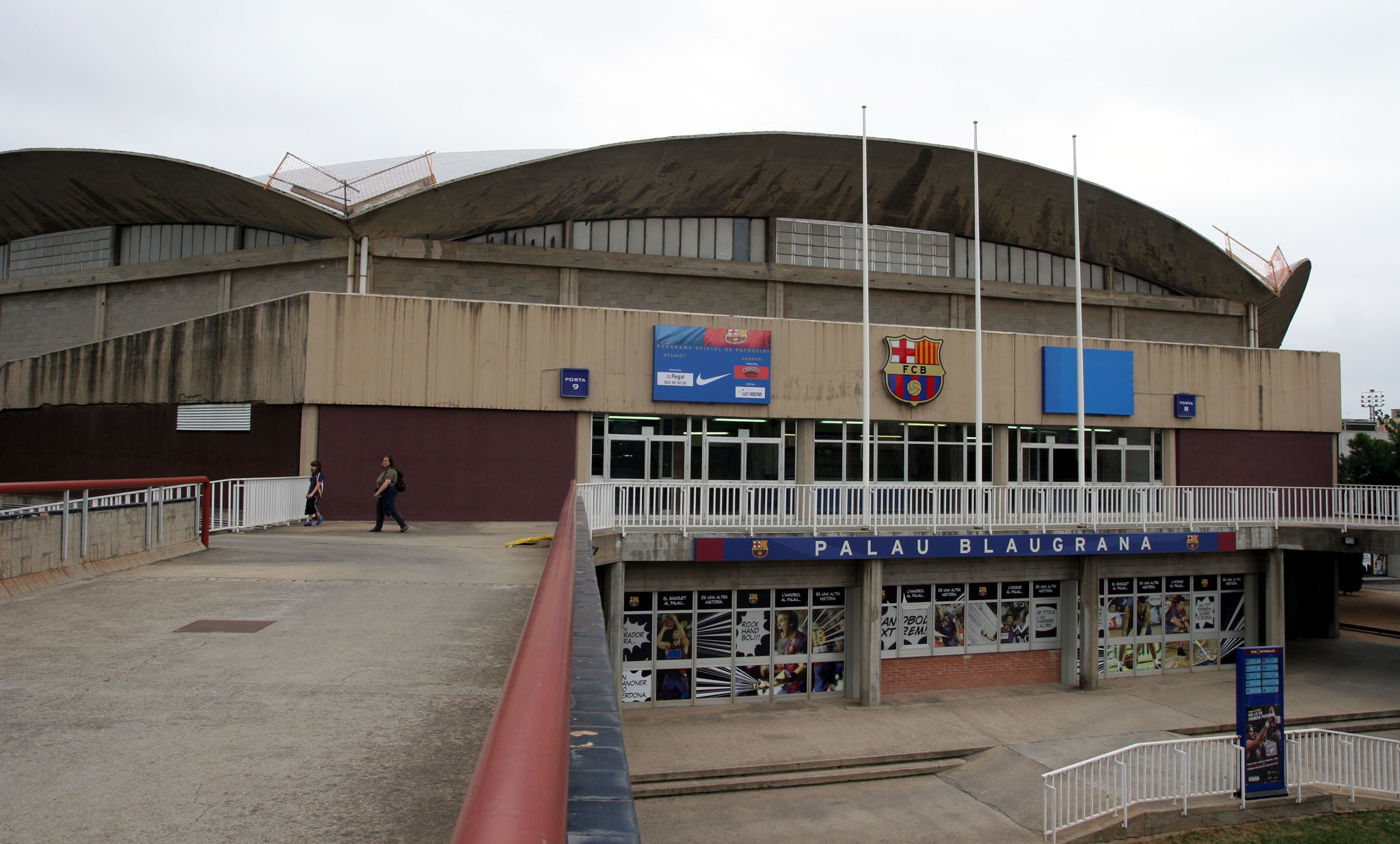
Palau Blaugrana.

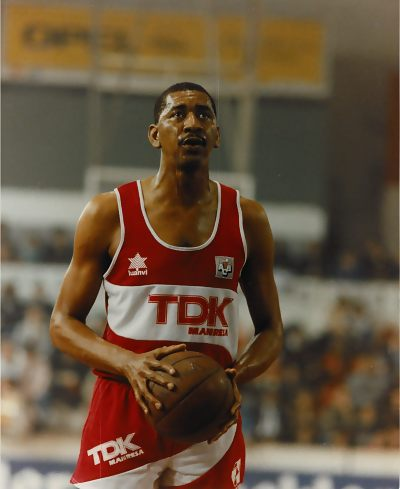
George Gervin al TDK Manresa.

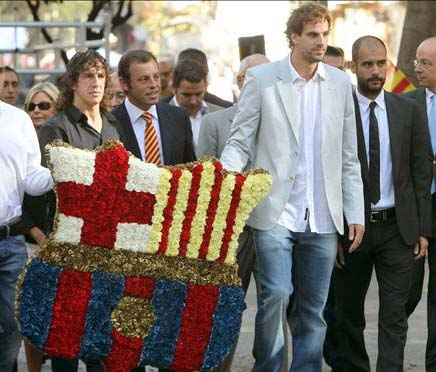
Roger Grimau al costat de Pep Guardiola a la Diada.

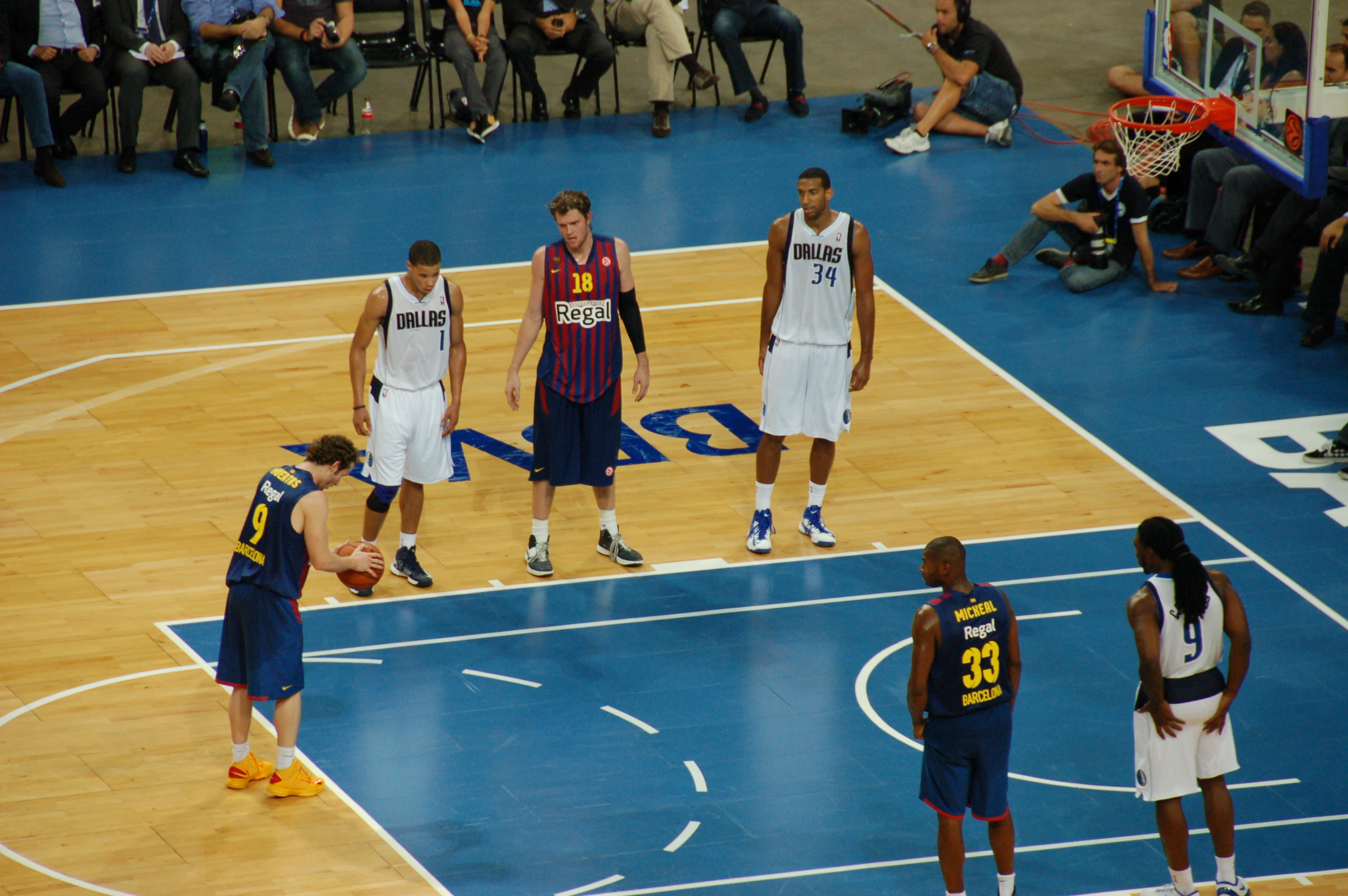
Partit del FC Barcelona.

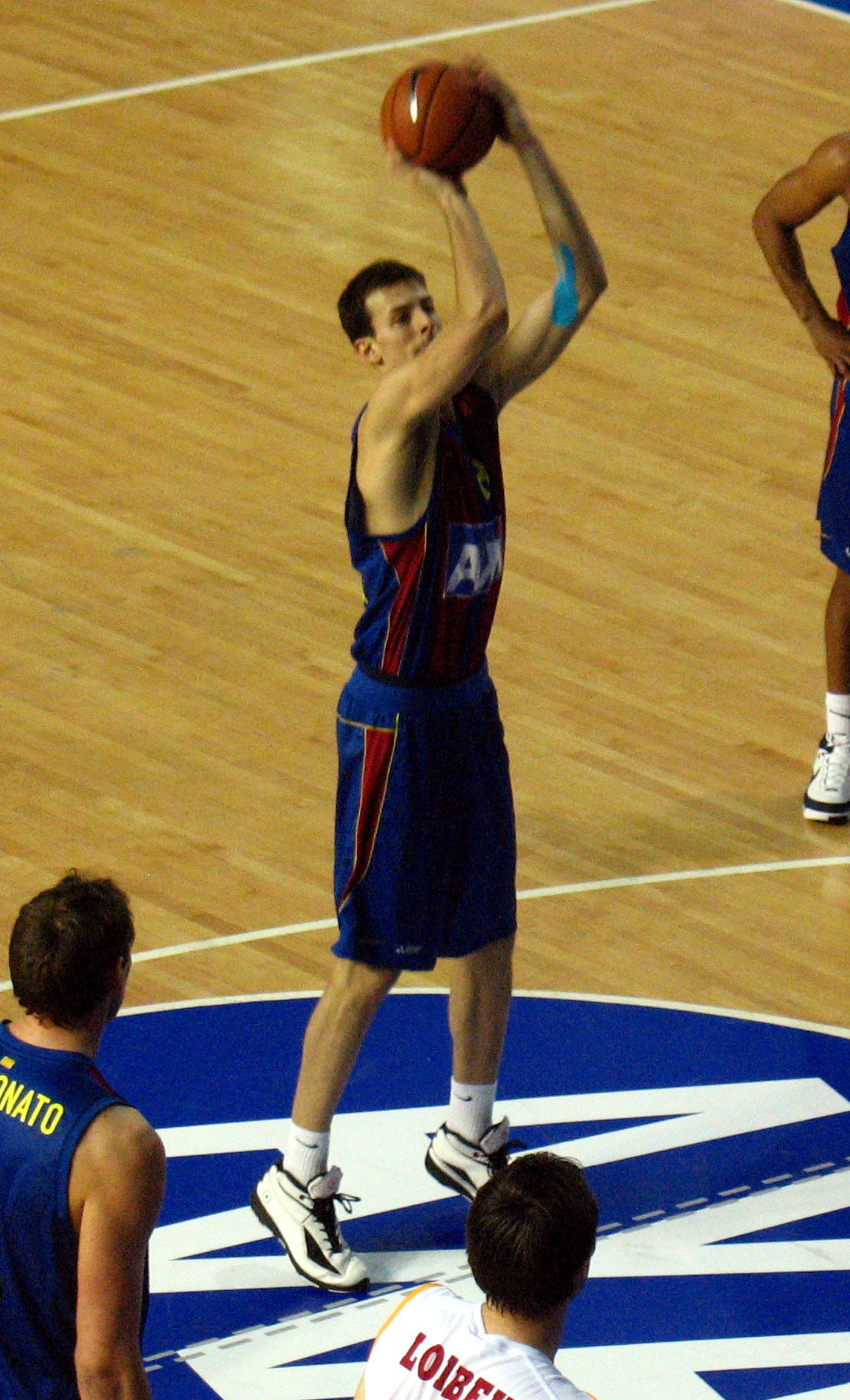
Jordi Trias.

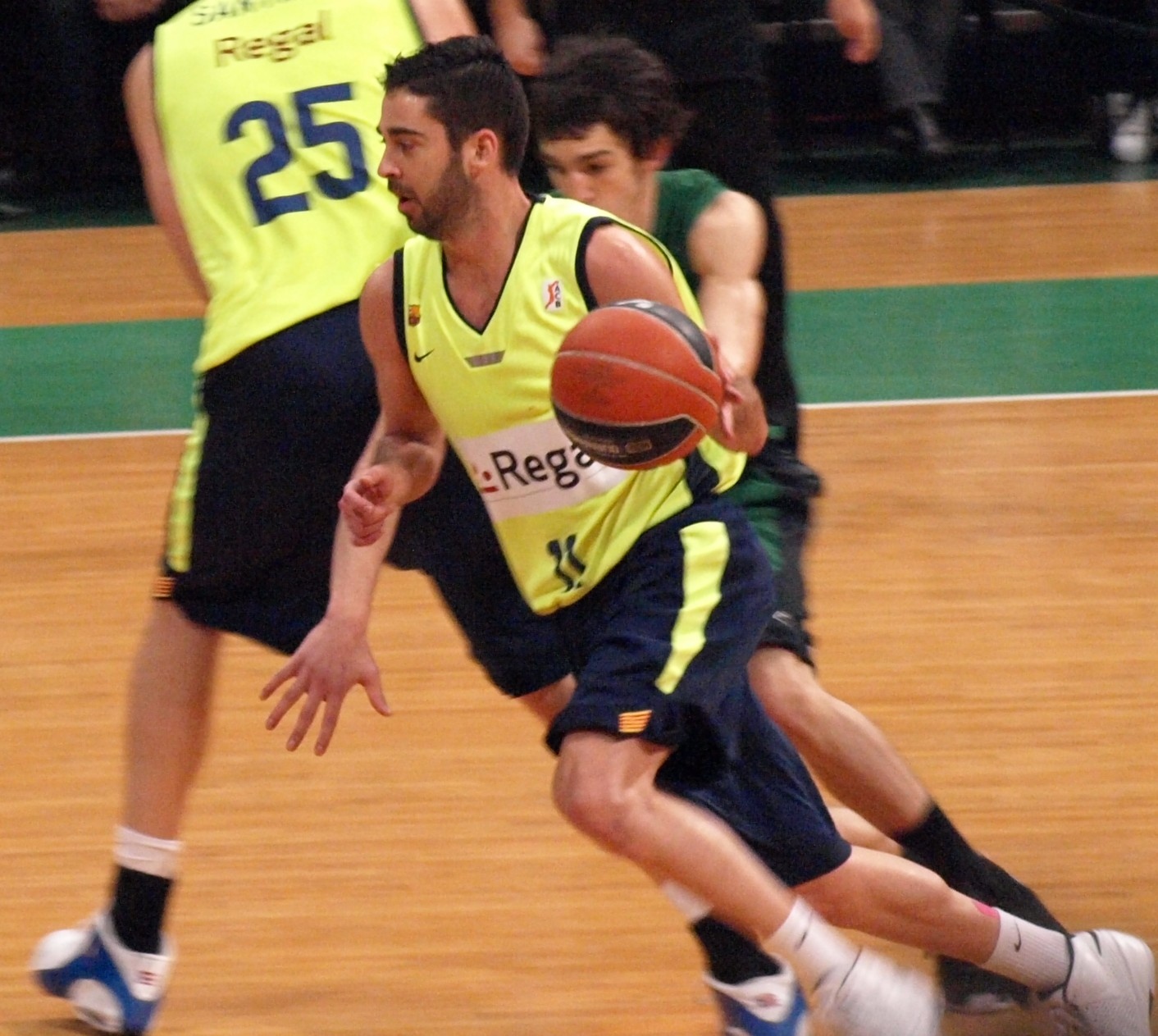
Juan Carlos Navarro.

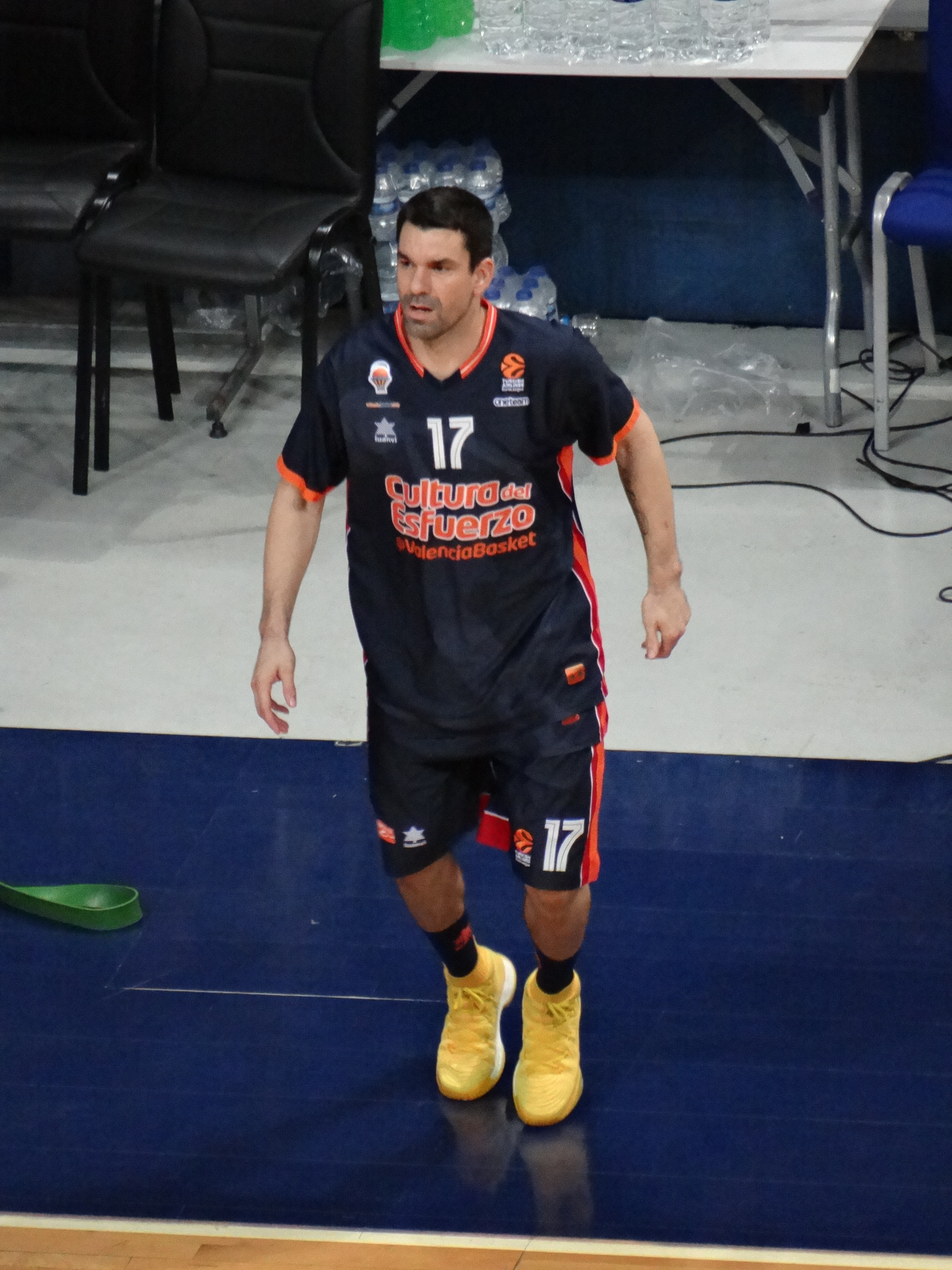
Rafa Martínez.

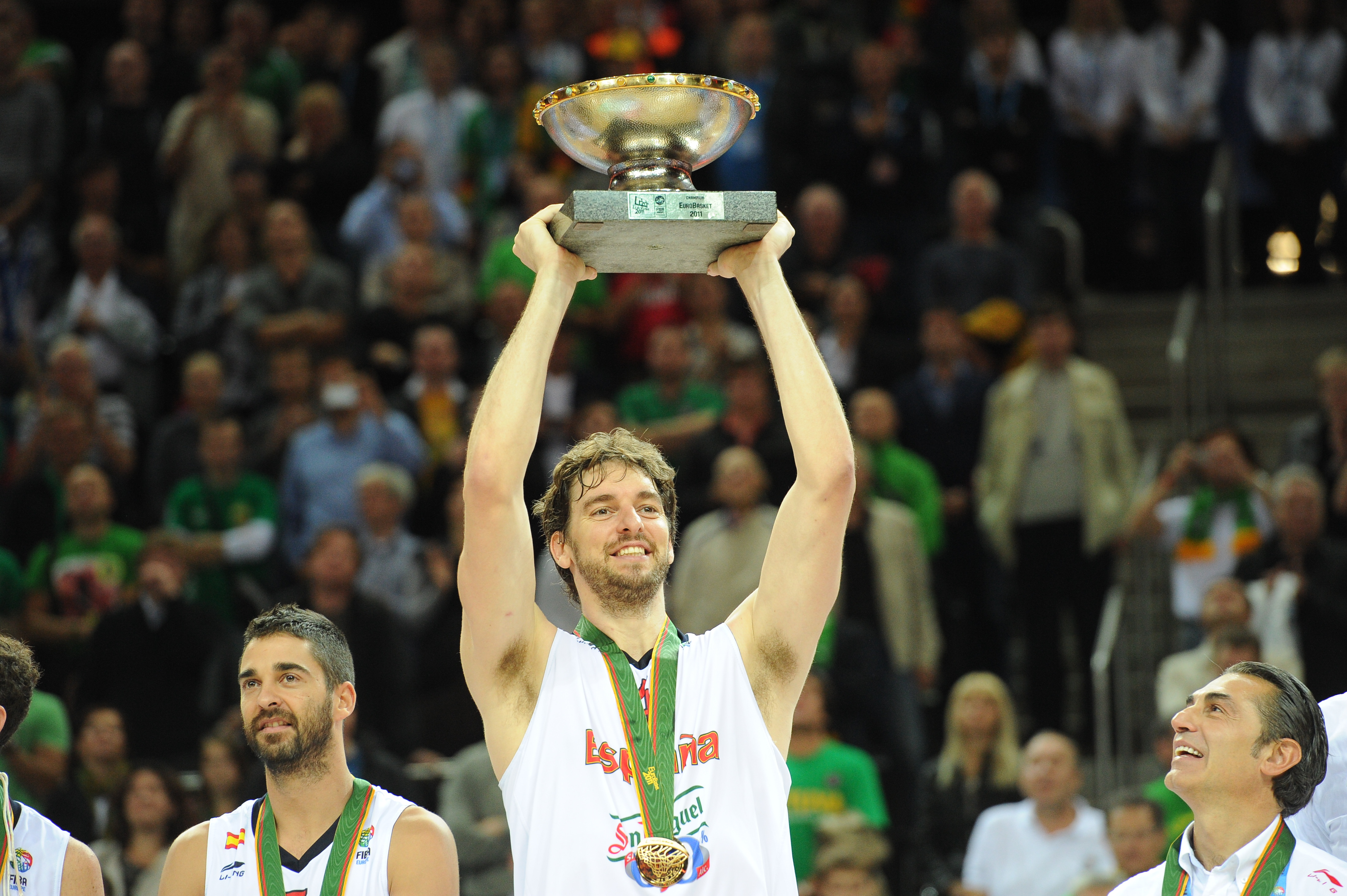
Pau Gasol el 2011.

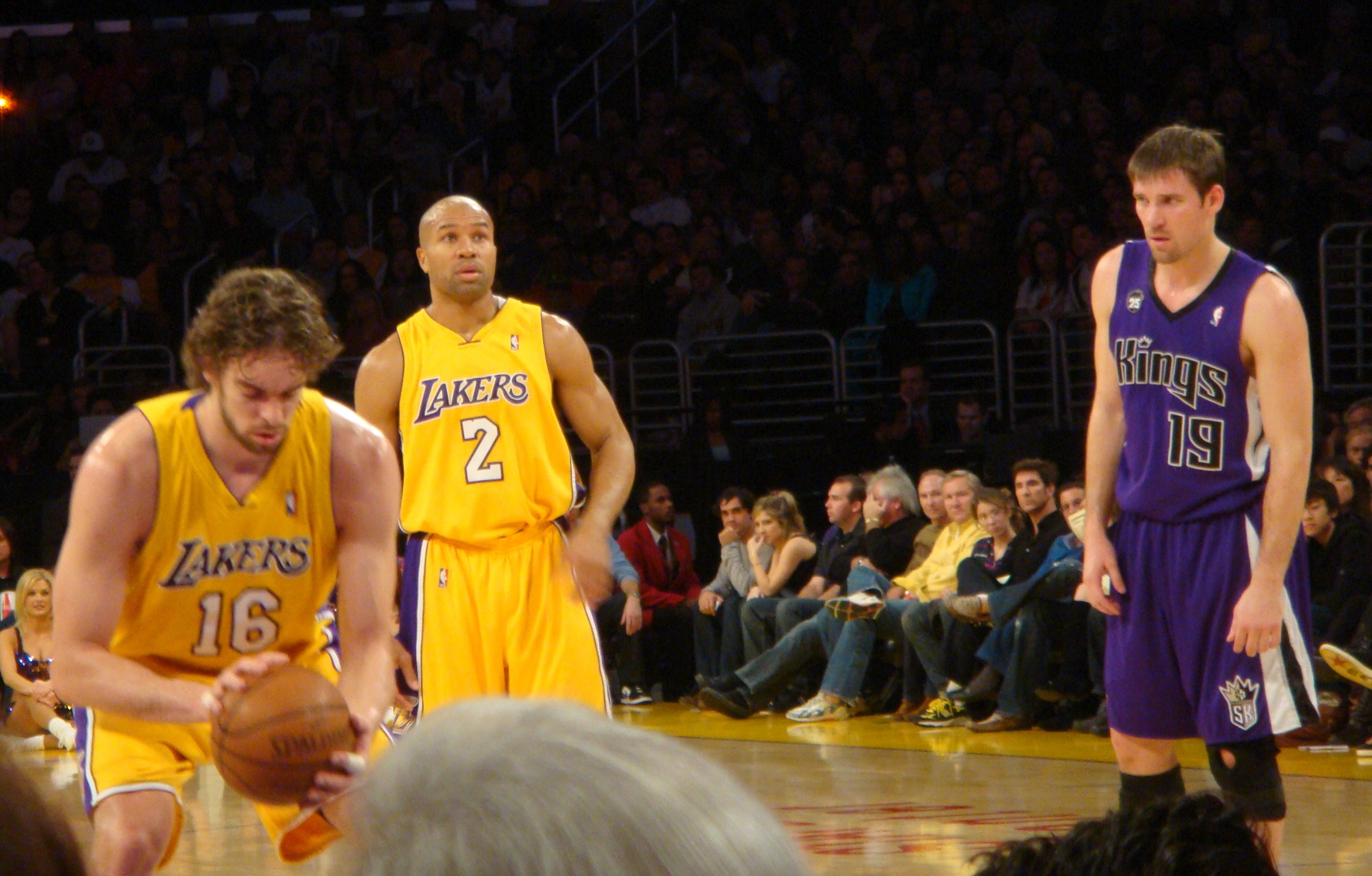
Pau Gasol a LA Lakers.

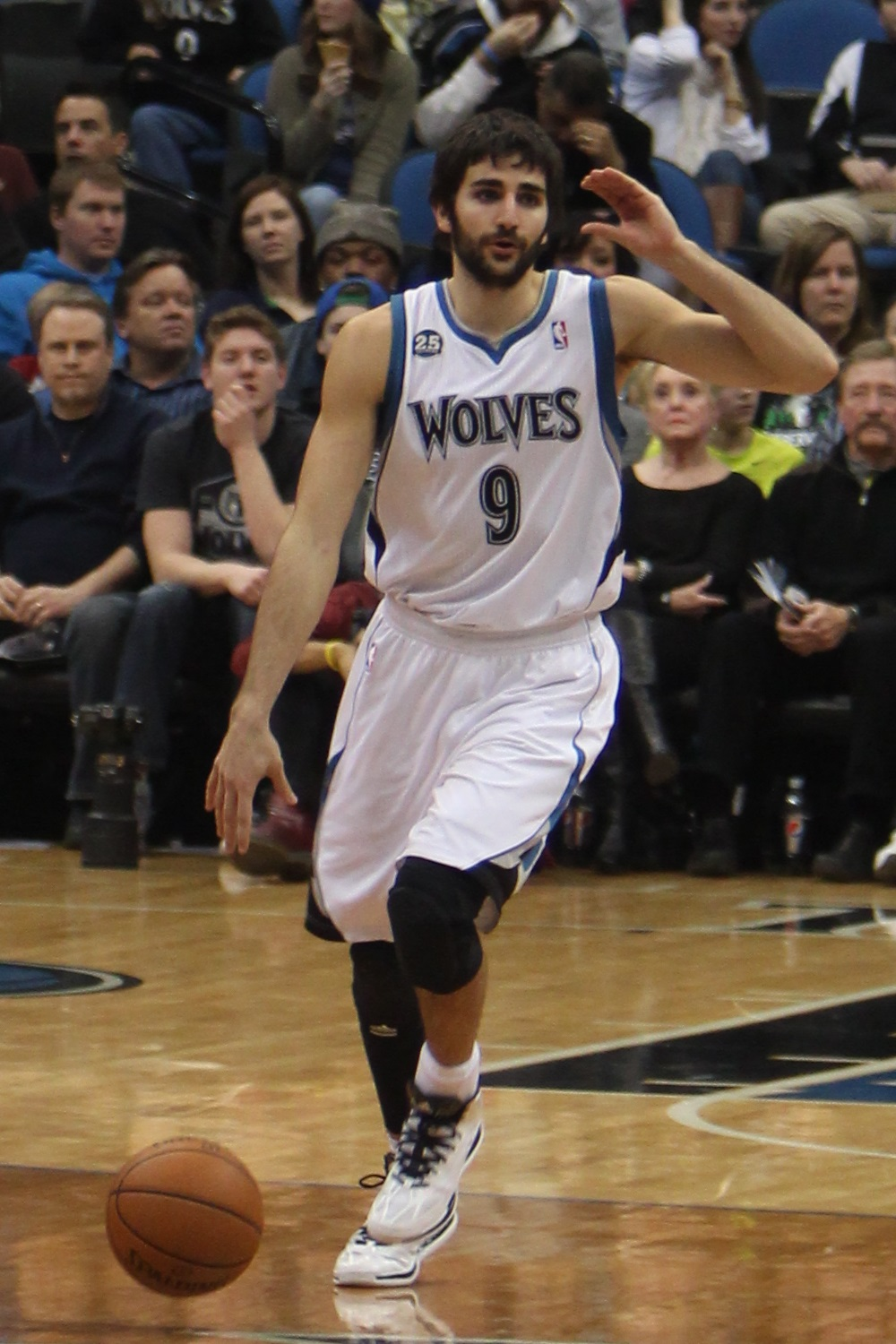
Ricky Rubio.

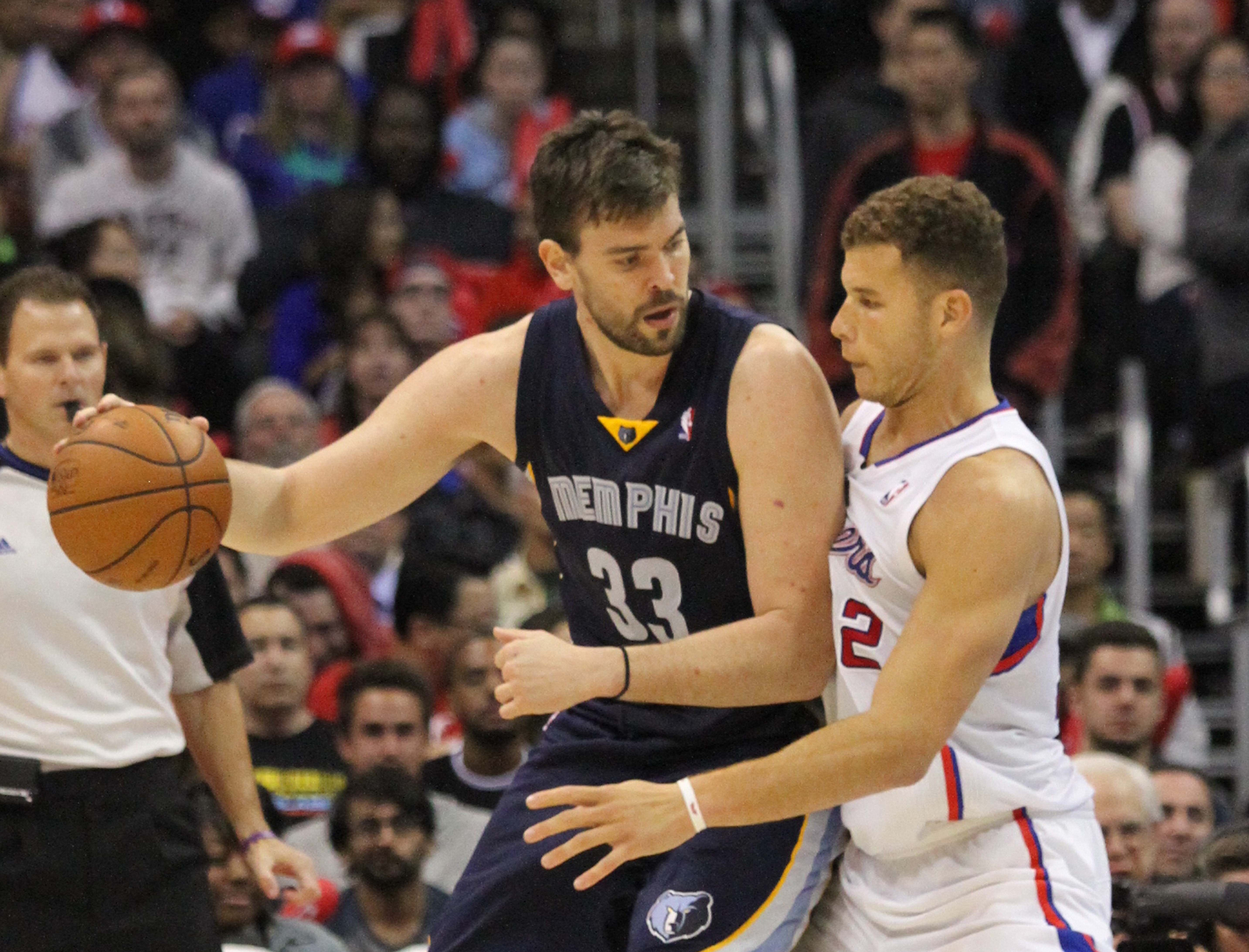
Marc Gasol a Memphis.

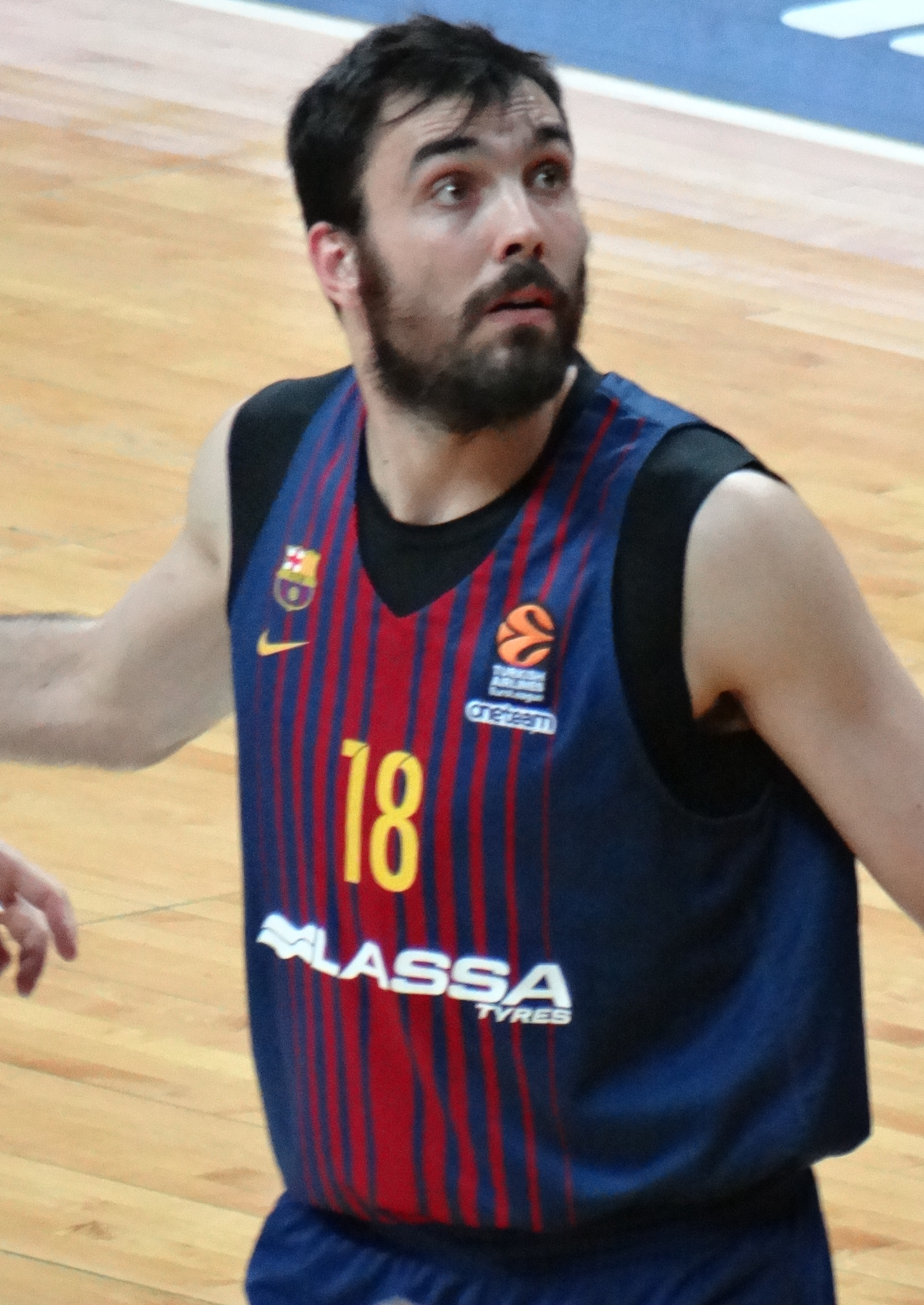
Pierre Oriola.

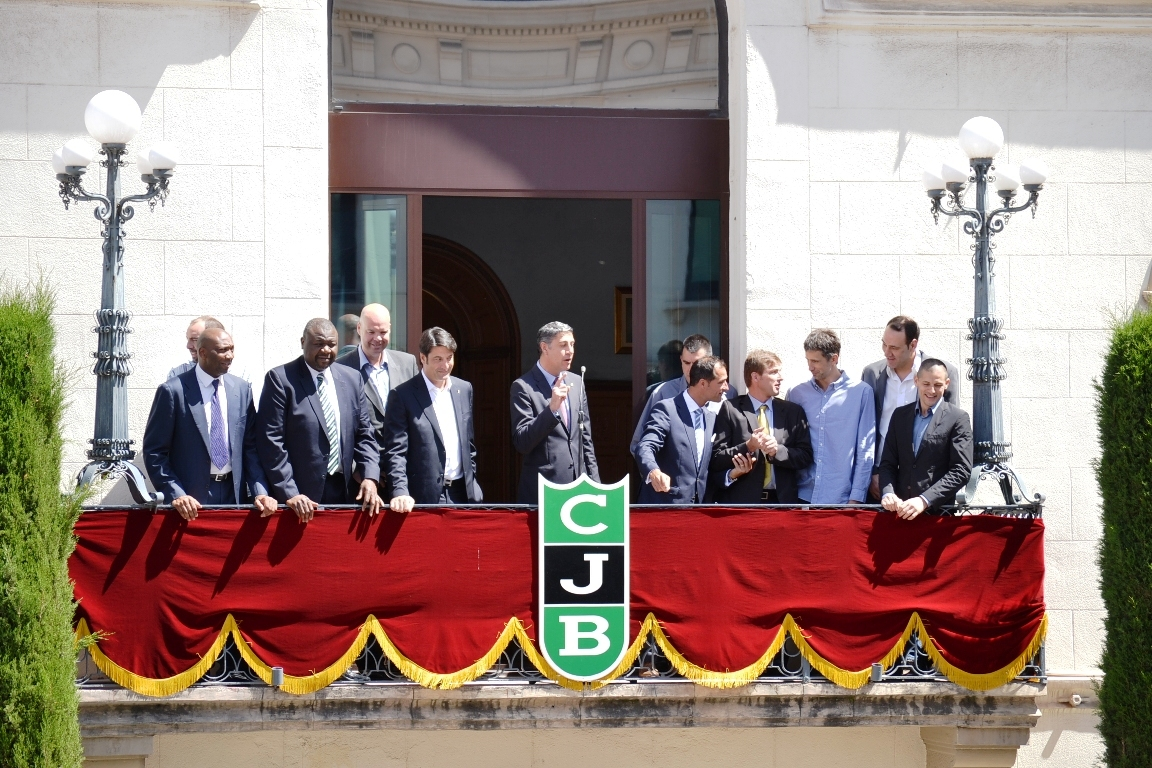
Homenatge al Joventut campió d'Europa.

### El bàsquet és introduït a Catalunya
El basquetbol es practicà per primer cop a Catalunya el 1913 a l'escola Vallparadís de Terrassa, fomentat per Alexandre Galí i Artur Martorell. Després de la Primera Guerra Mundial el belga Emile Tiberghien incorpora el basquetbol al seu gimnàs del carrer Aragó de Barcelona.
Malgrat aquestes primeres manifestacions basquetbolístiques a casa nostra, s'accepta comunament que el basquetbol fou introduït a Catalunya el 1922 pel pare Eusebi Millan en formar els primers equips infantils al col·legi de les Escoles Pies de Sant Antoni de Barcelona. Aquell 1922 neix el primer club de Catalunya, el Laietà Basket-Ball Club (actualment Club Esportiu Laietà), a partir de la Secció Esportiva de la Congregació Major de Nostra Senyora de les Escoles Pies de Sant Antoni, de Barcelona. Aquell mateix any també es funden la Société Patrie, per la colònia francesa de Barcelona i el CE Europa. En aquells primers temps, el bàsquet es va desenvolupar principalment a través dels centres pedagògics i de les associacions de caràcter popular i catòliques.
El primer partit es jugà al camp de l'Europa el 8 de desembre de 1922 amb el resultat d'Europa 8-Laietà 2. Les condicions no foren però reglamentàries: es disputà en un camp de futbol, amb les cistelles damunt les porteries, i amb una pilota de futbol. El 15 d'abril de 1923 s'inicia el primer Campionat de Catalunya de bàsquet, que amb excepció del període de la Guerra Civil, tindrà continuïtat fins a l'any 1957. Serà sense cap mena de dubte la competició més important disputada a Espanya abans del naixement de la Lliga espanyola. A més de Laietà, Europa i Patrie, hi prenen part els equips Barcelona BBC, American Stars, Catalunya BBC, La France i un club anomenat RCD Español format pel Pare Millan amb ex alumnes del Col·legi Escolapis de Sant Antoni i Sarrià, que freqüentaven el Gimnàs Bricall, sense relació amb l'equip de futbol. El 1923 es crea la secció del FC Martinenc i l'equip de basquetbol de la UE Sants. Aquest debuta a l'estadi de la Foixarda on es derrota l'Athlètic Bricall per 8 a 0. L'equip es dissoldrà la temporada 1928-29 per les enormes despeses econòmiques que suposava.
El 31 de juliol de 1923 es constitueix la Federación Nacional de Basquetbol, a Barcelona, essent president Fidel Bricall. També es constitueix el Comitè Regional de Catalunya. El 26 de febrer de 1925 es canvia el nom del comitè pel de Federació Catalana de Basquetbol. A Madrid s'havia constituït la Confederación Española de Basketball. El 1933 es fusionen ambdues organitzacions, formant-se la Federación Española de Baloncesto, amb seu a Barcelona, abans de traslladar-se a Madrid el 1935. Paral·lelament a la Federació Catalana de Basquetbol, es formaren als anys trenta l'Agrupació de Basket-ball de Catalunya, un ens al marge de la Federació Catalana amb una visió de l'esport més popular, formada pels equips més modestos, i la Federació de Joves Cristians de Catalunya, organitzant ambdues institucions les seves pròpies competicions.
El 1925 Martinenc i Europa fan la primera exhibició de basquetbol a Badalona. Aquell any participa en el Campionat de Catalunya l'AE Tagamanent i la secció del CADCI (Centre Autonomista Dependents Comerç i Indústria), però la majoria dels seus jugadors marxen al FC Gràcia i impedeix a la secció continuar jugant la competició oficial, fins al 1932-33 en què s'hi retornà.
El 1926 tres joves, Josep Abril, Esteve Mir i Joan Busquets, contacten amb el CE Sabadell per crear una secció de bàsquet. Aquesta disputarà el seu primer partit el 1927, vestint un uniforme blanc amb una gran franja vertical blava al pit. Al cap d'un any, davant la important despesa econòmica que representava es decidí separar-se en una entitat completament independent, naixent la Juventus Atlètic Club de Sabadell. També a la capital vallesana apareix el Club Natació Sabadell (1929), que el 1931 participa en el Campionat de Catalunya i el CADCI-Sabadell, nascut el 1932 i afiliat a la A.B.C., que acabà esdevenint el Bàsquet Club Sabadell. La Juventus va promocionar el bàsquet a Terrassa amb el suport del Casino Comerç. El 24-8-1926 es forma la secció del FC Barcelona i s'inscriu a la Federació Catalana, formant un primer equip amb jugadors que provenien de la UE Sants. El 1927 s'inauguren les instal·lacions de basquetbol "Sol de Baix" a la Travessera de Les Corts i es derrota el Gimnàs Tiberghien per 4-0. L'equip del RCD Espanyol es fundà el 1927 en sota l'impuls del capità d'infanteria Rafael Miralles.
Les primeres entitats que van portar el bàsquet a Badalona foren la Societat Gimnàstica (1926), Unió Gimnàstica i Esportiva de Badalona (1932, fusió de la Societat Gimnàstica i el Badalona Club) i l'Ateneu BC, de l'Ateneu Obrer de Badalona. El 30 de març de 1930 Màrius Cuixart formà la Penya Spirit of Badalona, que el 1933 passà a anomenar-se Centre Esportiu Badaloní, i al que el 1935 se li incorporà la U.G.E. Badalona. El 1939 adoptà el seu nom definitiu passant a dir-se Club Joventut de Badalona. El primer partit el jugà contra el combinat Ateneu-Unió Gimnàstica, guanyant per 5 a 3. El club s'afilià a la A.B.C.

### El basquetbol català creix
A l'inici es jugaven els partits de bàsquet en camps de futbol amb 7 jugadors per banda. A partir de 1927, amb motiu de l'arribada de l'Hindu Club de Buenos Aires, que disputà diversos partits a casa nostra contra la Selecció Catalana de bàsquet, es començà a jugar amb equips de 5 jugadors.
La temporada 1927/28 participa en el Campionat de Catalunya la Unió Cristiana de Joves, filial a Barcelona de l'YMCA nord-americana. El 10 de novembre de 1928 es crea el Col·legi Català d'Àrbitres, presidit per Miquel Ros. Aquell any es disputa al Gimnàs del Foment Martinenc, el primer partit en un local tancat, entre el Martinenc i la UE Sants. El 3 d'octubre de 1928 es creà el BB Montserrat d'Hostafrancs, més tard anomenat Bàsquet Ateneu Montserrat (BAM).
Aquest mateix any (1928) al col·legi Santa Anna de Mataró, el mateix pare Millan inicià la pràctica del bàsquet a la capital del Maresme. El primer equip fou l'Universitary Santa Anna (1929). El 1930 es disputa el primer torneig local on el U.S.A. venç EF Premilitar per 22-15. També neix aquell any l'Iluro BC i més tard l'Associació Esportiva Mataró (amb la consegüent rivalitat entre ambdós clubs), l'Iris SC i el BC Llevant.
El reverend Josep Maria Feliu fou l'impulsor del Centre Catòlic de l'Hospitalet el 1928. L'equip s'afilià a la Federació Catalana l'any següent. El 1930 nasqué l'Atlètic BC Júniors, també de l'Hospitalet. A Calella, el 1928 es crea el New Star, que desapareix l'any següent, quan sorgeixen una sèrie d'equips d'efímera existència, Intrèpids, Doble Sis, Joventut, BB Calella i Avenç Marià que es converteix el 1930 en Esportiu Calassanci i s'inscriu el 1931 a la Federació.
La comarca del Bages descobreix el bàsquet l'any 1929 amb un encontre d'exhibició entre dues seleccions locals al Pujolet, camp de futbol del CE Manresa. El 1931 es crea el Manresa BB, que més tard es federa. El 1932 es crea el CEC Bages. El 23 d'agost de 1934 ambdós clubs es fusionen constituint-se la Unió Manresana de Basquetbol.
Manuel Brunet, que havia estudiat als Estats Units fou l'introductor del bàsquet a Tarragona, fent les primeres exhibicions el 1924 amb un encontre el 24 de desembre entre els equips A i B del Gimnàstic. El 1929 es crea la secció del Club Gimnàstic. El 1930 es juga el primer torneig interclubs a Tarragona (el Torneo Diario Español) amb el Gimnàstic (A i B), la Penya Ben Forjats de Valls i el Reus Deportiu. Venç el Nàstic A. La temporada 1931-32 es crea el comitè provincial de Tarragona de la Federació Catalana.
El 1930 es funda el Renaixement BB, per alumnes de l'Institut Montserrat de Sants i la secció del GEiEG de Girona. El 1931 es funda el Biblioteca Popular, més tard anomenat UE Montgat. S'afilia a l'Agrupació de Basquetbol de Catalunya i el 1935 ingressa a la Federació Catalana. Aquest any es dissol l'equip del CE Europa, passant, els seus jugadors en bloc al FC Barcelona. La primera sortida internacional la feu el Patrie a París el 30-6-1931, perdent davant la selecció de París per 51-22. El primer partit entre clubs catalans i castellans fou el 31-4-1932, Espanyol 19 - Madrid 24.
A Granollers el bàsquet hi apareix el 1932, en crear-se el CB Granollers, com a secció independent de l'equip de futbol. També es forma a la ciutat el Joves Cristians de Catalunya (participa en algunes competicions amb el nom de Sant Esteve).
El 6 d'abril de 1933 es disputen oficialment els primers partits en pista coberta a la sala de ball "La Gavina Blava" de l'Av. Mistral amb els resultats: FC Barcelona 29 - SS Patrie 30 i FC Barcelona 24 - SS Patrie 22. El 1934, en partit del Campionat de Catalunya, Juventus 100 - UGE Badalona 6. Estop fa 70 punts. Tot un rècord.
La temporada 1933-34 trobem els següents equips a Tarragona: Escola de Treball, Escola de Comerç, Fejocistes, Nosaltres Sols, Penya Brú, Penya Esportiva. Sorgeixen nous equips, Penya Pallach, Penya Llorenç i Penya Júniors. Altres clubs són el CN Reus Ploms i la Penya Sempre Avant de Valls.
Altres clubs que van destacar a Catalunya durant el període anterior a la Guerra Civil són el FC Gràcia, PA Barcelona, US Sant Andreu, PE Guimerà, Olímpic BC, Les Filatures de Barcelona, Unió Social de Cornellà, Centre Parroquial de Ripollet, Dinàmic Club, Grup Excursionista, Atlas Club, Penya Coratge, Intendència, Cercle Catòlic de Sants, Joventut Martinenca, Esportiu Sabadell i Àguiles Blaves.
Els esdeveniments de juliol de 1936 i el començament de la Guerra Civil trenquen les activitats de la majoria de clubs, entre ells el Martinenc, pioner a Catalunya, o el CADCI, que desapareixen. El 1939, després de la guerra, a la SS Patrie no li és permès inscriure's a la Federació Catalana per ser considerat… estranger!! La majoria de jugadors ingressen a l'Atlètic Bàsquet Club. La Unió Cristiana de Joves també és vedada pel seu caràcter religiós evangèlic. La majoria dels seus jugadors s'incorporaren a la UE Sants, que reprenia així les seves activitats.

## Anys 40-60: El desenvolupament

### De la postguerra als jocs del Mediterrani
El bàsquet, tan ben acollit pels educadors laics i religiosos als anys 30, és, després de la guerra, l'esport per excel·lència dels centres educatius.
Paral·lelament a la Federació, el franquisme, el nacionalsindicalisme i l'Acció Catòlica creen als anys 40 una federació paral·lela que destaca principalment en la pràctica del bàsquet, l'Obra Atlètico-Recreativa (O.A.R.) de la Joventut d'Acció Catòlica. Dins l'O.A.R. no només participen centres catòlics. Podem destacar-hi, també, l'equip de la indústria Seda (del Prat) o el CN Sabadell. Cada agrupació, la Federació i l'O.A.R., estableix les seves divisions, grups i campionats. Malgrat això, els jugadors d'autèntica vàlua eren els de la Federació.
El 6 d'octubre de 1939 es reprenen les activitats amb el Torneo Pedro Conde. El 1940 es disputa la I Competición de Ases del Baloncesto, que és guanyada per Ferrer (BIM) en l'apartat individual i pel BIM en equips. L'11 de febrer de 1940 se celebra el primer partit interregional entre un equip català (el BIM) i un aragonès (l'Helios).
Pel que fa als clubs, en acabar la Guerra Civil, el BB Renaixement es veu obligat a canviar de nom, naixent el B.I.M. (Bàsquet Institució Montserrat), el Júniors pel de CB L'Hospitalet i el Granollers es va anomenant CD Granollers (1941), Club de Bàsquet Granollers (1946), Escoles Pies Granollers (1949, com a secció de l'Associació d'Antics Alumnes de les Escoles Pies). El 1951 torna a ser secció del club de futbol fins al 1958 que se separa en CB Granollers, d'Educación y Descanso. També el 1939 es funda el CP Sant Josep de Badalona; l'Esportiu Calassanci de Calella reprèn les activitats com a La Pau Social i el 1941 adopta el nom de JACE Calella. El mateix 1941 l'Iluro reprèn les activitats com a CD Mataró i neix una nova entitat, el Círcol Catòlic de Badalona, que aconseguirà molts èxits.
L'agost d'aquest any un grup d'esportistes funden el CE Huracanes, secció de bàsquet dins el Lérida Balompié, que participà en tornejos provincials amb equips com l'Escola de Treball o el CD Leridano. Dificultats econòmiques feren que el club es dissolgués (1957), prenent-ne el relleu l'Agrupación Deportiva Antorcha (del Frente de Juventudes) que es dissolgué el 1975. Dissidents de l'Huracanes havien format el Sícoris Club. El 1968 es fusionen Sícoris i Antorcha, formant el MILSA, però el 1972 deixa d'actuar, separant-se de nou.
L'any 1942 molts catalans foren obligats a fer de nou el servei militar. Molts d'ells foren destinats a Galícia on continuaren la pràctica del basquetbol, el que suposà un notable impuls pel bàsquet a les terres gallegues. Entre ells, destacà el 55 Regiment d'Infanteria d'Ourense, que fou campió militar de Galícia i participà en el campionat d'Espanya amb el nom de BC Galicia, obtenint un èxit notable. Aquell any es va celebrar un gran homenatge al pare Millan, amb festival al Gran Price.
La majoria de clubs van anar, així, reprenent les seves activitats. El 1943 s'inaugura el 1r camp cobert d'Espanya a Montgat i l'equip local venç en partit de la Copa Orgaz el CD Manresa (nou nom de Unió Manresana, 1941). El 1944 es constitueix la secció del CN Manresa. A començament dels quaranta, es crea a Barcelona el Club Esportiu Hispano-Francès (1943, una mena de continuador de l'antic Patrie) i també es desenvolupa el Club Orillo Verde de Sabadell (1949), que patrocinat per l'empresa Carol aconsegueix grans èxits. El 1947, sota l'impuls d'una empresa comercial, s'inscriu a la Federació Catalana el CB Aismalíbar de Montcada i Reixac. La integració de jugadors de vàlua fa que l'equip passi ràpidament de tercera a primera categoria, aconseguint grans èxits.
Cal destacar que durant la dècada dels 40 tots els campionats d'Espanya són guanyats per equips catalans, el que demostra el domini del basquetbol català dins el panorama estatal. El primer assaig de Lliga estatal tingué lloc el 1946. El FC Barcelona fou el campió. L'any següent es disputà el I Torneig Ibèric, que es disputà a Lisboa, amb la participació de FC Barcelona, R. Madrid, Benfica de Lisboa i Vasco da Gama de Porto. El vencedor fou també el FC Barcelona.
L'any 1955 es disputaren a Barcelona els segons Jocs del Mediterrani. Es tractava d'uns jocs poliesportius, on en destacà l'esport del bàsquet. Espanya hi participà, guanyant la medalla d'or amb grans jugadors catalans com Eduard Kucharski i Jordi Bonareu.

### De la primera lliga al campionat d'Europa
El 31 de març de 1957 s'inicia la primera lliga espanyola, el 1958 la primera Copa d'Europa i el 1967 la primera Recopa d'Europa.
El 1951 es funda el Picadero Jockey Club, a l'antic Picadero Andaluz a la Diagonal i el 19-10-1952 el CB Valls (aplegant elements de l'UD Águilas, Penya Tiburón, UDED i AAEET). El Gimnàstic de Tarragona va deixar de tenir activitat el 1954. El 1962 reprengué les seves activitats. Aquest any es fundà el CB Sant Josep de Girona i s'introdueix el minibàsquet a Catalunya i Europa. El 1963 la Federació Catalana s'organitza en quatre Federacions Provincials.
A finals dels anys 50 l'Ajuntament de Barcelona construeix el primer recinte poliesportiu després de l'Estadi Olímpic de Montjuïc. És el Pavelló de l'Esport, a la Gran Via, prop de la plaça Espanya, que tindrà molta vida, abans de la construcció, al carrer Lleida, del Palau Municipal d'Esports, que tindrà la primera pista de parquet. El 1968 s'inaugura el nou Palau d'Esports de Mataró i en partit de lliga, els locals derroten el R. Madrid (80-69). Aquest any es reobre la importació d'estrangers, com Albie Grant, Norman Charmichael i Charles Thomas, al Barça, o Harge, Williams, Teo Cruz i Davis Peralta, al Picadero, entre d'altres.
El creixent professionalisme en bàsquet, obliga a dissoldre gran quantitat de clubs, entre ells podem destacar l'històric Aismalíbar de Montcada (1964) i el Picadero JC (1973), després d'una brillantíssima trajectòria. El 1965 es dissol el JACE Calella, i crea un nou equip amb el nom de San Fernando, més tard CB Calella.
Per acabar destacarem molts altres equips que van ajudar a fer del basquetbol un dels esports més seguits a Catalunya durant aquest període, com són el BC Santfeliuenc, CD Sabadell, CB Mollet, BC Malgrat, UDR Pineda de Mar, Barcino, Vilafranca, Canet, Arenys o CF Terrassa.

## Des dels anys 70: La professionalització
A partir dels anys setanta el basquetbol a Catalunya deixa de ser aquell esport amateur que havia estat des de la seva aparició. S'inauguren diversos pavellons com el Pavelló Poliesportiu Joana Ballot de Valls (20-6-71), el Pavelló Ausiàs març de Badalona (1972) i el Pavelló Municipal d'Esports de Granollers (23.5.1960). L'any 1972 es disputa la primera Copa Korac europea.
1973 fou un any important pel bàsquet català. Es commemoren els 50 anys de la Federació Catalana i es disputa a Barcelona i Badalona el Campionat d'Europa de Basquetbol. Espanya, amb forta presència de jugadors catalans, obté la medalla de plata en perdre la final amb Iugoslàvia. L'URSS és tercera. Aquell mateix any se celebren els homenatges a Buscató i Emiliano i desapareix l'històric Picadero de Barcelona.
El 12 de juny de 1970 es funda el CB Les Escaldes a Andorra. El 12 d'abril de 1971 es canvia el nom pel de BC Andorra (l'equip participa el 1996 a la Copa Korac). Una escissió dins el Nàstic, crea, el 1976, el CB Tarragona. El 1979, el CD Manresa adopta el nom de Manresa Esportiu Bàsquet i inicia la seva millor època (va participar en la Copa Korac el 72, 88, 95 i anys successius, i el 1989 a l'Eurolliga). Els anys 70 són els de màxima glòria de la UDR Pineda que juga, durant vuit temporades seguides, a la màxima competició estatal. El Círcol Catòlic passa a anomenar-se CB Cotonifici de Badalona, pel patrocini de l'esmentada firma comercial. El 1984 l'equip es trasllada a Santa Coloma i queda quart a la lliga amb el nom de Licor 43 i participa l'any següent a la Copa Korac, però la posterior manca de patrocinador fa que l'equip es desvinculi del bàsquet d'elit el 1985 passant al bàsquet de formació i essent, més tard, filial del Joventut. La seva trajectòria a la màxima competició la continuà, breument, en un nou club, el CB Santa Coloma. El 1989, el CB Sant Josep, sota el patrocini de l'empresa Valvi, passa a anomenar-se CB Girona. El 1990 va participar en la Copa Korac, competició en la qual arriba a semifinals l'any 2000.
Com podem comprovar, els patrocinadors comercials són un factor bàsic pel basquetbol d'elit ja molt professionalitzat i molts cops són motiu de canvis de nom i desaparició d'entitats. L'Espanyol participa el 86-87 a la Copa Korac, amb el nom de Gin MG-Sarrià. El 1988 l'empresa Unipublic compra el club. És la fi d'un històric del bàsquet català. El nou club, CB Unipublic, es fusionarà l'any següent amb el CB Granollers, formant el CB Granollers-Unipublic. El 1991, l'empresa abandona l'entitat i el club es transforma en Granollers Esportiu Bàsquet, que posteriorment abandona també la competició i desapareix (1993), refundant-se des de la base amb el nom original de CB Granollers.
El 1982 es funda l'Associació de Clubs de Basquetbol (ACB), organisme que reuneix els clubs d'elit espanyols i que des del 1983 té encomanat per la Federació Espanyola l'organització de les competicions oficials. L'entitat és impulsada pel català Eduard Portela i té la seu central a Barcelona.
El 1984, Espanya aconsegueix la medalla de plata a les Olimpiades de Los Angeles en perdre amb els Estats Units. Són medallistes, Solozábal, Epi II, Margall, Jiménez i De la Cruz. L'any 1985 es disputa a Barcelona el mundialet de clubs que guanya el Barça. El 1986, el Campionat del Món de Basquetbol es disputa a Espanya, amb partits a Barcelona. La Selecció Espanyola es classifica en cinquè lloc, darrere dels Estats Units, URSS, Iugoslàvia i Brasil. El 1990 es disputa al recentment inaugurat Palau Sant Jordi de Barcelona l'Open McDonald's. Hi participen New York Knicks (NBA), Scavolini de Pesaro (Lega), Pop-84 de Split (Iugoslàvia) i FC Barcelona (ACB). El campió és l'equip americà i el millor jugador Gerald Wilkins (NY Knicks). Però la competició més destacada a Catalunya es va viure durant els Jocs Olímpics de Barcelona 1992. El bàsquet es disputà a Badalona amb el triomf de l'equip americà format per primer cop per jugadors de l'NBA (un extraordinari conjunt que rebé l'apel·latiu de dream team). Croàcia i Lituània completen el podi en l'apartat masculí. En el femení el campió és l'Equip Unificat. Amb motiu d'aquests jocs s'inaugurà el Pavelló Olímpic de Badalona.
Les competicions internacionals a Catalunya no s'aturen. Amb motiu del 75è aniversari de la Federació Catalana de Basquetbol li és atorgada, el 1997, l'organització del Campionat d'Europa de basquetbol, amb partits a Barcelona, Badalona i Girona. El pòdium final fou format per Iugoslàvia, Itàlia i Rússia. També es disputa al Palau Sant Jordi la final four de l'Eurolliga de bàsquet amb triomf de la Kinder de Bologna italiana (1998); competició que es repetí el 2003, aquest cop amb triomf del FC Barcelona. Fou el tercer cop que la capital de Catalunya fou seu de la final de la màxima competició europea per a clubs. La primera datava del 1969 on en fou vencedor el CSKA de Moscou. Respecte al màxim tótol europeu, a l'aconseguit per Barça cal afegit el del Joventut de Badalona l'any 1994.
Durant aquests anys destaquen clubs com La Salle Barcelona (també anomenat La Salle Josepets), CB Grifeu de Llançà, el CB Aracena (de la ciutat de Ponts i que el 2004 canvià de ciutat per anar a Alcúdia i, més tard, fusionar-se amb el CB Alcúdia) i el CB Cornellà (fundat el 1929). El 1997 neix el CE Lleida Basquetbol, a partir del CE Maristes. Pel que fa a jugadors, hi ha alguns estrangers que han destacat als clubs catalans, elevant en gran manera el nivell basquetbolístic català: Andrew Brodie (Granollers), Bob Guyette, Jeff Ruland, Norman Carmichael, Audie Norris, Arturas Karnishovas, Aleksander Djordevic, Sarunas Jasikevicius i Dejan Bodiroga (Barcelona), Mike Phillips (Barcelona i Espanyol), Mike Davis (Barcelona i Granollers), Rolando Frazer (Manresa), Regginald Johnson, Corny Thompson, Andre Turner i Tanoka Beard (Badalona) o Dusko Ivanovic i Darryl Middleton (Girona). Entre els jugadors catalans més destacats cal esmentar Pau Gasol, Raül López, Marc Gasol, Joan Carles Navarro i Ricky Rubio, els únics que han jugat a l'NBA.

## Principals clubs
Fonts:
Abans de la Guerra Civil
| Any  | Club                               |
| ---- | ---------------------------------- |
| 1922 | Laietà BBC                         |
| 1922 | Club Esportiu Europa               |
| 1922 | Société Patrie                     |
| 1923 | Barcelona BBC                      |
| 1923 | American Stars                     |
| 1923 | Catalunya BBC                      |
| 1923 | RCD Español                        |
| 1923 | La France                          |
| 1923 | Unió Esportiva de Sants            |
| 1923 | Athlètic Bricall                   |
| 1924 | Futbol Club Martinenc              |
| 1925 | Agrupació Excursionista Tagamanent |
| 1925 | CADCI                              |
| 1925 | Gimnàs Tiberghien                  |
| 1926 | Futbol Club Gràcia                 |
| 1926 | Futbol Club Barcelona              |
| 1927 | Centre d'Esports Sabadell          |
| 1927 | Societat Gimnàstica de Badalona    |
| 1927 | Unió Cristiana de Joves            |
| 1927 | Penya Esportiva Guimerà            |
| 1927 | Penya Atlètica Barcelona           |
| 1927 | Unió Esportiva Sant Andreu         |
| 1927 | Reial Club Deportiu Espanyol       |
| 1927 | Olímpic BC de Sant Feliu Ll.       |
| 1928 | Club Femení i d'Esports            |
| 1928 | Juventus Atlètic Club (Sabadell)   |
| 1928 | Bàsquet Ateneu Montserrat          |
| 1928 | Centre Catòlic Hospitalet          |

| Any  | Club                                 |
| ---- | ------------------------------------ |
| 1929 | Club Natació Sabadell                |
| 1929 | Universitary Santa Anna (Mataró)     |
| 1929 | CD Filatures de Sant Andreu          |
| 1929 | Ebro SC                              |
| 1929 | Unió Social de Cornellà              |
| 1929 | Club Gimnàstic de Tarragona          |
| 1929 | Penya Ben Forjats (Valls)            |
| 1929 | Joventut Calassància de Calella      |
| 1930 | Iluro Basket-ball Club               |
| 1930 | Unió Sportiva Hospitalet             |
| 1930 | Associació Esportiva Mataró          |
| 1930 | Iris Sport Club (Mataró)             |
| 1930 | BC Llevant (Mataró)                  |
| 1930 | Club Joventut de Badalona            |
| 1930 | Penya Coratge                        |
| 1930 | Juventud Valenciana                  |
| 1930 | Lawn Tennis Club d'Horta             |
| 1930 | Unió Sportiva Arenys                 |
| 1930 | Bàsquet Institució Montserrat        |
| 1930 | Reus Deportiu                        |
| 1930 | Penya Deportiva Sempre Avant (Valls) |
| 1931 | Manresa Basket Ball                  |
| 1931 | UE Montgat                           |
| 1931 | Atlètic Basket Club                  |
| 1931 | Dinàmic Basket Ball Club             |
| 1931 | Escletxes Sport Club del Papiol      |
| 1931 | Unió Republicana d'Hospitalet        |
| 1931 | Club Natació Reus Ploms              |

| Any  | Club                                    |
| ---- | --------------------------------------- |
| 1932 | Atlas Sport Club                        |
| 1932 | Unió Gimnàstica i Esportiva de Badalona |
| 1932 | CEC Bages                               |
| 1932 | Atlètic Basket Júniors (Hospitalet)     |
| 1932 | Futbol Club Badalona                    |
| 1932 | Casino Comerç de Terrassa               |
| 1932 | 2a Companyia d'Intendència              |
| 1932 | Base Naval Aeronàutica                  |
| 1932 | Sport Club Mollet                       |
| 1932 | Cultura Basket Club                     |
| 1932 | Associació Catalanista Mollet           |
| 1932 | Basket Ball Club Ripollet               |
| 1932 | SC Colònia Montserrat                   |
| 1932 | Caldetes Basket Club                    |
| 1932 | Sport Club Granollers                   |
| 1932 | Club Bàsquet Rubí                       |
| 1932 | SFERIC Terrassa                         |
| 1932 | Bàsquet Club Sabadell                   |
| 1934 | Unió Manresana de Basquetbol            |
| 1934 | GEiEG (Girona)                          |
| 1934 | Ateneu Basquet Club (Badalona)          |
| 1934 | Casal Catalanista Prat de la Riba       |
| 1934 | Associació Condal                       |
| 1934 | SR Esbart Magda (Santa Coloma)          |

Després de la Guerra Civil
| Any  | Club                                  |
| ---- | ------------------------------------- |
| 1939 | CP Sant Josep de Badalona             |
| 1940 | Centre d'Esports Manresa              |
| 1940 | Club Bàsquet L'Hospitalet             |
| 1940 | Club Basquetbol Aismalíbar (Montcada) |
| 1940 | CD Oriamendi de Manresa               |
| 1941 | Club Bàsquet Malgrat                  |
| 1941 | Club Esportiu Mataró                  |
| 1941 | Círcol Catòlic de Badalona            |
| 1941 | Club Esportiu Huracans (Lleida)       |
| 1941 | Club Bàsquet Cornellà                 |
| 1941 | JACE Calella                          |
| 1943 | Club Bàsquet Mollet                   |
| 1943 | Club Bàsquet Olesa                    |
| 1943 | Club Esportiu Hispano Francès         |
| 1943 | Club Esportiu Cottet                  |
| 1944 | Club Natació Manresa                  |
| 1945 | Lluïsos de Gràcia                     |
| 1946 | Grupo Deportivo García Vives          |
| 1946 | Club Bàsquet Sant Adrià               |
| 1946 | Club Bàsquet Uralita (Cerdanyola)     |

| Any  | Club                                    |
| ---- | --------------------------------------- |
| 1947 | Sícoris Club (Lleida)                   |
| 1948 | Agrupación Deportiva Antorcha (Lleida)  |
| 1948 | Club Bàsquet Santa Coloma               |
| 1948 | Club Bàsquet Metropolitano              |
| 1949 | Club Bàsquet Orillo Verde (Sabadell)    |
| 1949 | Club Bàsquet Vic                        |
| 1950 | Club Bàsquet Manresa                    |
| 1951 | La Salle Josepets                       |
| 1951 | Picadero Jockey Club                    |
| 1951 | Club Bàsquet Prat                       |
| 1952 | Club Bàsquet Valls                      |
| 1952 | Unió Esportiva i Recreativa Pineda      |
| 1954 | Club Bàsquet Grifeu Llançà              |
| 1954 | Col·legi Immaculada Concepció Argentona |
| 1957 | Club Bàsquet ADEPAF Figueres            |
| 1958 | Club Bàsquet Granollers                 |
| 1960 | CD Sémolas Espona (Terrassa)            |
| 1961 | Club Medina de Barcelona                |
| 1962 | Club Bàsquet Sant Josep Girona          |
| 1963 | CREFF de Girona                         |

| Any  | Club                                  |
| ---- | ------------------------------------- |
| 1965 | Club Bàsquet Grup Barna               |
| 1966 | Milsa AS Lleida                       |
| 1968 | Club Bàsquet Calella                  |
| 1968 | Club de Bàsquet Cantaires (Tortosa)   |
| 1968 | La Salle Barcelona                    |
| 1969 | Agrupació Esportiva Sedis Bàsquet     |
| 1970 | Bàsquet Club Andorra                  |
| 1972 | Club Bàsquet CIBES                    |
| 1978 | Club Bàsquet Tarragona                |
| 1979 | Bàsquet Manresa                       |
| 1982 | Club Bàsquet Betània-Patmos           |
| 1982 | El Masnou Basquetbol                  |
| 1985 | CB Femení Universitari de Barcelona   |
| 1989 | Club Esportiu Lleida Basquetbol       |
| 1989 | Club Bàsquet Santa Rosa de Lima Horta |
| 1994 | Club Bàsquet Femení Sant Adrià        |
| 1996 | Club Bàsquet Aracena (Ponts)          |
| 2005 | Uni Girona Club de Bàsquet            |
| 2012 | Força Lleida Club Esportiu            |
| 2014 | Bàsquet Girona                        |

## Jugadors destacats
Fonts:
Anys 1920s
- Narcís Armadà (BBC, FCB, CC Sants)
- Casimir Aumacellas (FCB)
- Pere Estany (CADCI, FC Gràcia, FCB)
- Josep Gelabert (UE Sants, Patrie)
- Pere Gol (SG Badalona, UGE Badalona, Joventut)
- Paul V. Lelong (Martinenc)
- Moncho (Europa)
- Joaquim Pagans (FCB)
- Mateu Pla (Laietà)
- Josep Prat (Martinenc)
- Esteve Ramis Sala (Iluro, CADCI, FC Gràcia, FCB)

Anys 1930s
- Raoul Arnaud (Patrie)
- Joan Borrell (Patrie, Atlètic, FCB)
- Ramon Brotons (Espanyol, FCB)
- Joan 'Nelo' Carbonell (UE Sants, CADCI, FCB)
- Ángel Coll (Laietà, Espanyol, FCB)
- Josep Dalmau Comas (Montgat)
- Fernando Font (Patrie, Atlètic, FCB)
- Josep Guix (Laietà)
- Tomàs Hernàndez (FCB)
- Anselmo López (Espanyol)
- Francesc Martínez (FCB, Intendència, Laietà)
- Armand Maunier (Patrie)
- Anthony Mitchell (Patrie)
- Ferran Muscat (Laietà)
- Francesc Rodon (Hospitalet)[21]
- Josep Rossell (Sants, FCB, Atlètic, BIM)
- Josep Tomàs (FCB, Espanyol)
- Josep Vilà (FCB)

Anys 1940s
- Francesc Baró (Joventut, Montgat)[22]
- Miquel Carreras (Patrie, FCB, Espanyol)
- Pere Carreras (Patrie, Atlètic, FCB)
- Juan Carretero (Laietà)[23]
- Lluís Centelles (Espanyol, FCB)
- Joan Dalmau (Montgat)
- Jaume Duñach [az](Espanyol, FCB)
- Francesc Esteva (Laietà, Espanyol)
- Joan Ferrando (Laietà, FCB, Montgat, Espanyol)
- Emilio Galve (Laietà, FCB)
- Marcel·lí Maneja (Júniors, Hospitalet, Espanyol, Joventut)
- Manolín Martín (Santfeliuenc, Espanyol, FCB)
- Sebastián Pérez Navarrete [ba](Laietà, FCB)
- Ramon Sanahuja (Hospitalet)

Anys 1950s
- Jordi Bonareu (Mataró, FCB, Orillo Verde)
- Josep Brunet (Joventut, St. Josep)
- Joan Canals (St. Josep, Joventut, FCB)
- Juli Canals (Joventut)[24]
- Joaquin Hernández (Espanyol)
- Eduard Kucharski (Laietà, Joventut, FCB, Aismalíbar)
- Vicenç Lloret (Espanyol)
- Josep Lluís Cortés (Joventut, Orillo Verde, R. Madrid)
- José Luis Martínez (Aismalíbar, FCB)
- Andreu Oller (Orillo Verde, Joventut)
- Jordi Parra (Joventut, FCB)

Anys 1960s
- Artur Auladell (Joventut, Mataró)
- Francesc Buscató (Pineda, FCB, Aismalíbar, Joventut)
- Miguel Ángel González (Picadero, Joventut, Mataró)
- Jorge Guillen (Aismalíbar)
- Alfons Martínez (Espanyol, FCB, Aismalíbar, Picadero)
- Santiago Navarro (Aismalíbar)
- Josep Nora (Montgat, Picadero, Manresa)
- Javier Sanjuán (Espanyol, Aismalíbar, FCB, Picadero)

Anys 1970s
- Miquel Àngel Estrada (Joventut, FCB)
- Joan Filbà (Joventut)
- Manuel Flores (Hospi., Espanyol, FCB)
- Guifré Gol (CC Badalona, Joventut)
- Miguel López Abril (FCB, Manresa, Joventut)
- Enric Margall (Joventut)
- Joan Martínez Quintana (Mataró, Manresa)
- Lluís Miquel Santillana (Laietà, Joventut, FCB)

Anys 1980s
- Joaquim Costa (FCB, CC Badalona)
- Joan Creus (FCB, Granollers, Manresa)
- Juan Domingo De la Cruz (FCB)
- Juan Ramón Fernández (Joventut, Granollers)
- Jordi Freixanet (CC Badalona, Espanyol)
- Germán Gonzàlez (Joventut)
- Andrés Jiménez (CC Badalona, Joventut, FCB)
- Josep Maria Margall (Joventut, Girona, Andorra)
- Javier Mendiburu (CC Badalona, Granollers)
- Joan Pagès (Peñas Huesca)
- Cándido Sibilio (FCB)
- Nacho Solozábal (FCB)
- Herminio San Epifanio (FCB, Hospitalet, Espanyol)
- Juan Antonio San Epifanio (FCB)
- Jordi Villacampa (Joventut)

Anys 1990s
- Santiago Abad (Espanyol, FCB)
- Manel Bosch (Espanyol, FCB, Lleida)
- Josep Cargol (St. Coloma, Girona)
- Xavier Crespo (FCB, Joventut)
- Xavi Fernàndez (Hospitalet, St. Coloma, FCB)
- Rafael Jofresa (Joventut, FCB, Girona)
- Tomàs Jofresa (Joventut)
- Ferran Martínez i Garriga (FCB, Joventut)
- Josep Antoni Montero (Joventut, FCB)
- Jordi Pardo (Joventut, Girona)
- Rafael Vecina (FCB, Joventut)

Anys 2000s
- Roger Esteller (FCB, Lleida, Olesa)
- Pau Gasol (FCB)
- Roger Grimau (Lleida, FCB)
- Oriol Junyent (FCB)
- Ferran Laviña (Manresa, Joventut)
- Raül López (Joventut, Girona. R. Madrid, Bilbao)
- Albert Oliver (Manresa, València, Estud., Joventut, G. Canaria)
- Carles Marco (Joventut)
- Enric Moraga (Girona)
- Àlex Mumbrú (Joventut, R. Madrid, Bilbao)
- Joan Carles Navarro (FCB)
- Víctor Sada (Girona, FCB)
- Francesc Solana (Girona, Fuenlabrada)
- Jordi Trias (Girona, FCB, Joventut)

Anys 2010s
- Rudy Fernàndez (Joventut)
- Marc Gasol (FCB)
- Pierre Oriola (Manresa, València, FCB)
- Xavier Rabaseda Bertran (FCB, G. Canaria)
- Pau Ribas i Tossas (Joventut, FCB)
- Ricky Rubio (Joventut, FCB)
- Guillem Vives Torrent (Joventut, València)

Anys 2020s
- Joel Parra López (Joventut, FCB)

## Dirigents i promotors
De 1920 a 1940
- Pare Eusebi Millan
- Emile Tiberghien
- Fidel Bricall [* 1923, ** 1923]
- Joan Martí (Europa)
- Ricard Pardinyes i Bonet (Laietà)
- Josep Maria Manuel i Randuà (BIM)
- Manuel Brunet (Gimnàstic de Tarragona)
- Josep Dalmau i Comas (Montgat)
- Màrius Cuixart (Joventut)
- Reverend Josep Maria Feliu (Hospitalet)
- Francesc Lorenzo (Granollers)
- Joan Borrell (FC Barcelona)
- Rafael Miralles (Espanyol)
- Santiago Ferrer Combeller [* 1924]
- Josep Espelleta Mercadal [* 1925]
- Joan Trigo Serrano (CADCI) [* 1925]
- Domènec Batalla Macià [* 1928]
- Emili Rodríguez Aguirre [* 1930]
- Àngel Truñó Russiñol [* 1931]
- Pere Marí Nogueró [* 1935]
- Joan Bucheli (Unió Cristiana de Joves) [* 1936]

De 1940 a 1970
- Josep Maria Alonso i Candaló (Laietà)
- Vicenç Fuster (B.I.M.)
- Joan Molas i Serra (FCB)
- Joaquim Rodríguez Rosselló (Picadero)
- Antoni Vilallonga (Joventut)
- Josep Mora Perejoan (Mataró)
- Joan Güell Queralt (Valls)
- Pere Costa i Amigó (Círcol C. Badalona)
- Julio Clavero Lon [* 1939]
- Rafael Castejón Gómez [* 1941]
- Ismael Almela Sales [* 1954]
- Anselm López [** 1966]

De 1970 a 2000
- Ernest Segura de Luna [* 1959, ** 1973, 1991]
- Joan Fa Vilaró [* 1972]
- Andreu Ponsirenas Martorell [* 1973]
- Pere Sust Sagau [* 1979, ** 1984]
- Enric Piquet i Miquel [* 1984]
- Eduard Portela (A.C.B.)
- Valentí Junyent (Manresa)
- Joan Fa Busquets [* 2010]

* any escollit president de la Federació Catalana

** any escollit president de la Federació Espanyola